# Coccus subacutus
Coccus subacutus är en insektsart som först beskrevs av Robert Newstead 1920.  Coccus subacutus ingår i släktet Coccus och familjen skålsköldlöss.
Artens utbredningsområde är Uganda. Inga underarter finns listade i Catalogue of Life.